# Antonio Muzzi

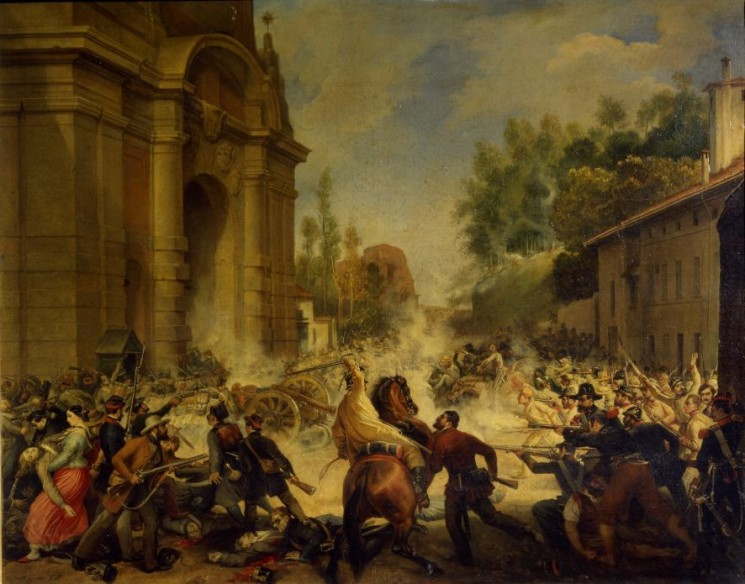
La cacciata degli austriaci da Porta Galliera l'8 agosto 1848, coll. Museo civico del Risorgimento di Bologna.

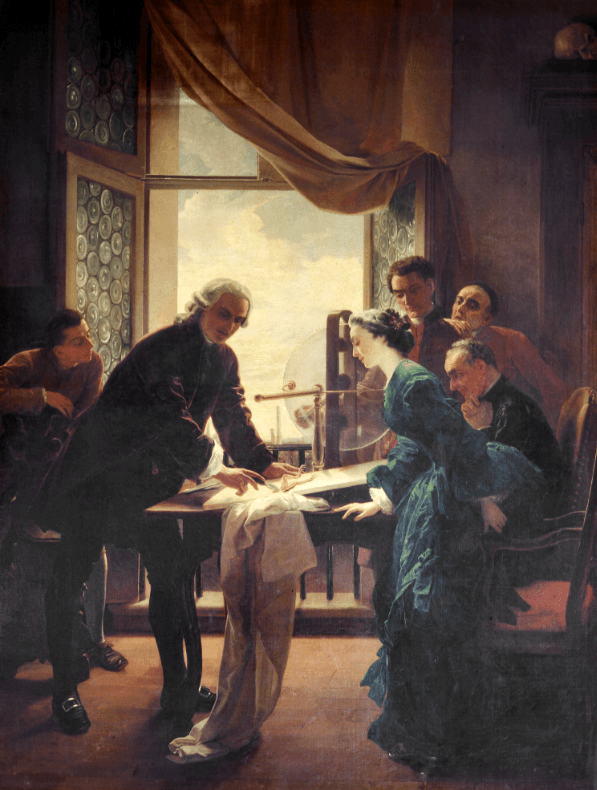
Luigi Galvani compie esperimenti con la macchina elettrostatica alla presenza dei familiari (1862), coll. Museo di Palazzo Poggi. Nel dipinto sono presenti Luigi Galvani, il nipote Camillo, e la moglie Lucia Galeazzi Galvani.

Antonio Muzzi (Bologna, 1815 – Bologna, 1894) è stato un pittore italiano neoclassico, attivo principalmente a Bologna..

## Biografia
Nato nel 1815 à Bologna e fratello di Salvatore, Antonio Muzzi inizia i suoi studi artistici presso l'Accademia di belle arti di Bologna dove fu allievo di Giovanni Battista Frulli e di Clemente Alberi, diventandone poi anche professore aggiunto dal 1860.
Fu apprezzato come ritrattista e come decoratore realizzò opere a fresco in numerose residenze nobiliari e chiese di Bologna. Sua è la decorazione della volta del teatro Comunale bolognese.
Dal 1846 al 1848 soggiorna a San Pietroburgo dove la sua tavolozza si fa più vivace e moderna. Al suo rientro a Bologna partecipa ai moti del 1849. Dal 1859 al 1861 ricoprì la carica di consigliere comunale.
Il Museo del Risorgimento di Bologna custodisce un suo olio su tela intitolato La cacciata degli austriaci da Porta Galliera l’8 agosto 1848 che illustra un episodio della Prima guerra d'indipendenza italiana.
Il Professore Cavaliere Antonio Muzzi morì nel 1894 a Bologna dove abitava in piazza Calderini, 4.

## Opere

### Affreschi
- restaura due quadri opere di Giuseppe Pedretti in San Domenico a Bologna[3]
- decora la 2a cappella a destra della Basilica di San Bartolomeo a Bologna, con la collaborazione dell'ornatista Giuseppe Ravegnani[4]
- dipinge le pareti del transetto della Basilica di San Bartolomeo a Bologna sempre con la collaborazione dell'ornatista Giuseppe Ravegnani[5]
- dipinge nel 1871 la volta della chiesa di S. Maria della Carità in via S. Felice con la collaborazione dell'ornatista Luigi Samoggia[6]
- esegue affreschi in Palazzo Spada 1845
- esegue affreschi in Palazzo Rossi 1845
- affresca la volta del teatro Comunale di Bologna

### Pitture a olio
- "Giulio Sabino sorpreso colla moglie e coi figli in un sotterraneo ove erasi rifugiato" - presentato all'Esposizione bolognese del 1835
- "L'incontro di Francesco I e Leone X"  che concorse al premio Curlandese del 1836 conservato presso la Galleria Comunale d’Arte Moderna di Bologna
- dipinge Il martirio di San Fedele da Sigmaringa posto nella chiesa di San Giuseppe a Bologna[7]
- La cacciata degli austriaci da Porta Galliera l’8 agosto 1848, olio su tela del 1848, Museo del Risorgimento, Bologna
- "La famiglia Tassinari", quadro esposto a Bologna nel 1848 - collez. privata
- "Donna al bagno spaventata da un serpe" 1856 esposta alla Mostra degli Amatori e Cultori, a Roma